# Caenagnathidae

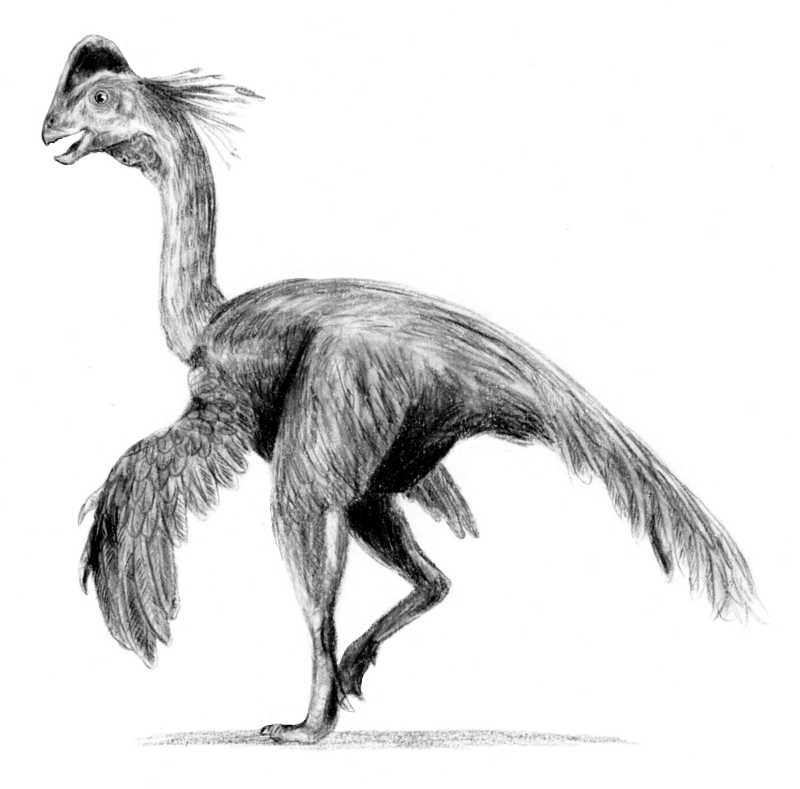
Chirostenotes

De Caenagnathidae zijn een groep dinosauriërs behorende tot de groep Oviraptoroidea.
In 1940 benoemde Raymond Martin Sternberg een familie Caenagnathidae om Caenagnathus collinsi een plaats te geven, die hij toen nog zag als een tandeloze vogel. In 1997 werd duidelijk dat dit een jonger synoniem was van Chirostenotes pergracilis. Dit tast de validiteit van de familienaam echter niet aan (ICZN 1999, Artikel 40a).
In 1997 werd ook voor de eerste keer een klade Caenagnathidae gedefinieerd door Sues; die is echter in onbruik geraakt omdat de ankersoorten uit dubieus materiaal bestonden. Paul Sereno definieerde in 1998 een afwijkende stamklade, maar met Caenagnathus, omdat het hem nog niet opgevallen was dat dit een jonger synoniem betrof. De fout werd in 1999 hersteld door Padian die dus Chirostenotes als ankersoort noemde. In 2002 gaf Maryánska een nieuwe definitie maar opnieuw met de foute naam Caenagnathus collinsi, puur door een vergissing. In 2005 probeerde Sereno alle verwarring te hebben overwonnen door zijn nieuwste definitie: de groep bestaande uit Chirostenotes pergracilis en alle soorten nauwer verwant aan Chirostenotes dan aan Oviraptor philoceratops. Helaas, ook in dit geval blijven er problemen: weliswaar is de definitie correct maar de voorlopige regels van de PhyloCode schrijven voor dat de naam afgeleid moet zijn van de ankersoort.  
De Caenagnathidae vormen met de zustergroep van de Oviraptoridae een strikte onderverdeling per definitie van de Oviraptoroidea; zij schijnen de Amerikaanse tak in de groep te vormen, met uitzondering van de oudste vorm Caenagnathasia die in Azië gevonden is. De hele groep is vrij slecht bekend: zeer goede skeletten ontbreken.
Mogelijke soorten zijn:
- Caenagnathasia
- Chirostenotes
- Elmisaurus
- Hagryphus